# Levi Eschkol

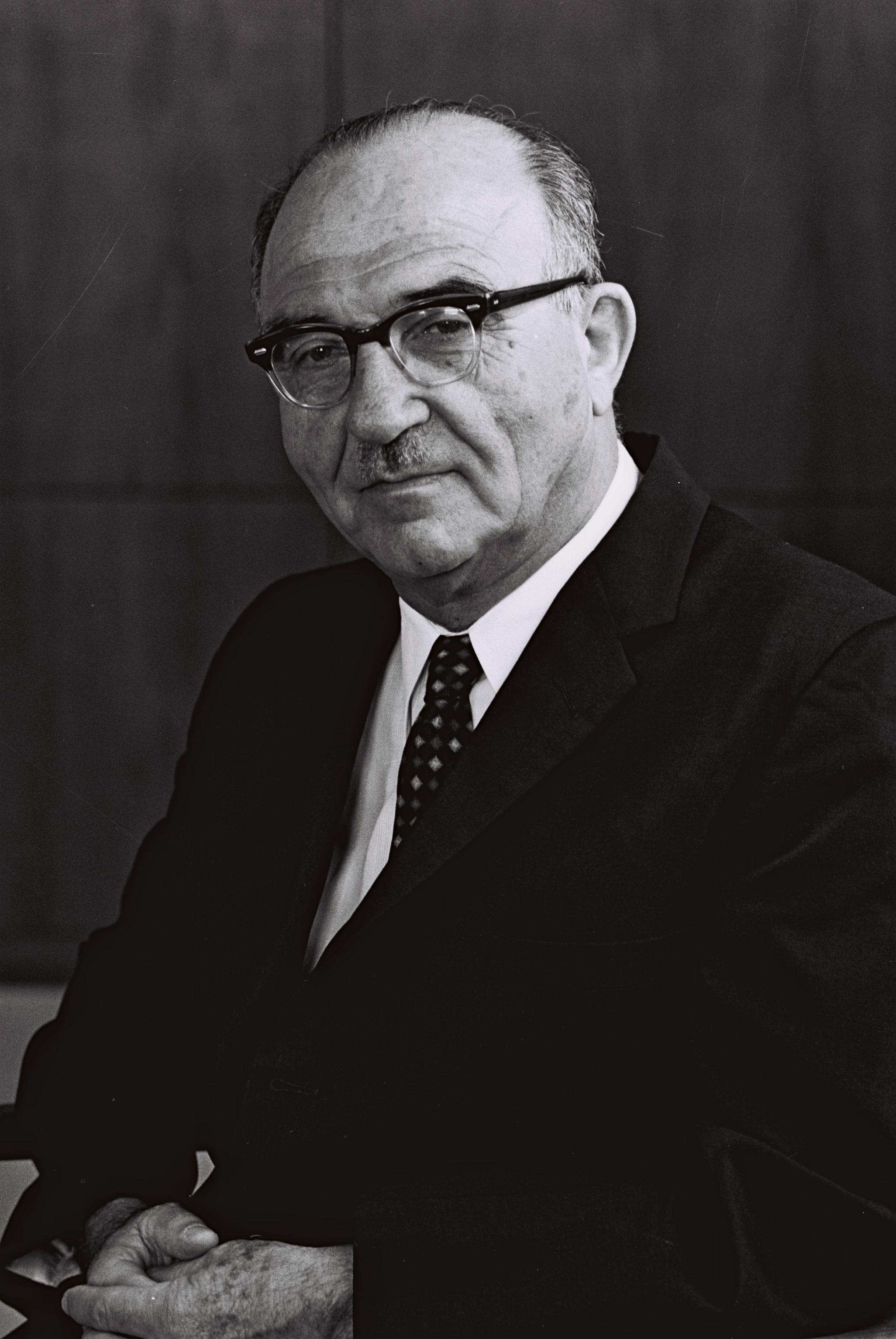
Levi Eschkol (1963)

Levi Eschkol (hebräisch לוי אשכול, ursprünglich Levi Schkolnik; geboren am 25. Oktober 1895 in Oratiw, Gouvernement Kiew, Russisches Reich, heute Oblast Winnyzja, Ukraine; gestorben am 26. Februar 1969 in Jerusalem) war ein israelischer Politiker. Er war vom 26. Juni 1963 bis zu seinem Tod der dritte Ministerpräsident Israels und von 1963 bis 1967 zusätzlich Verteidigungsminister. Zuvor war er von 1952 bis 1963 Finanzminister. Als Nachfolger David Ben-Gurions führte Eschkol ab 1963 die israelische Arbeitspartei Mapai bzw. ab 1968 Awoda.

## Leben

### Herkunft und Jugend
Levi Eschkol wurde 1895 in der Ukraine, die damals zum Russischen Reich gehörte, in eine wohlhabende und religiöse Familie geboren. Seine Mutter neigte dem Chassidismus und sein Vater den Mitnagdim zu. Als Kind besuchte er eine traditionelle, religiös geprägte Schule (ein sogenannter Cheder) und absolvierte später das Hebräische Gymnasium in Wilna.

### Politische Karriere
Im Jahre 1914 emigrierte Eschkol nach Palästina, das damals noch Teil des Osmanischen Reiches war. Im Ersten Weltkrieg diente er in der Jüdischen Legion auf Seiten der Briten. Nach Kriegsende war er Mitbegründer des Kibbuz Degania B und wurde bald dessen Schatzmeister und Wirtschaftsplaner. Ab 1921 gründete und leitete er zahlreiche Einrichtungen innerhalb der Gewerkschaft Histadrut. Während einer Europareise 1922 zum Erwerb von Waffen wurde er von der Polizei in Wien verhaftet und saß mehrere Wochen in Untersuchungshaft, da man ihn des illegalen Waffenerwerbs beschuldigte.
1934 gehörte er zu den Begründern des Ha’avara-Abkommens zur Überweisung jüdischen Kapitals aus dem nationalsozialistischen Deutschland nach Palästina. Er gründete 1937 Mekorot, eine Organisation, die die Wasserversorgung der jüdischen Siedlungen sicherte, und war 1951 deren Direktor. In diesen Jahren machte er sich durch die Umsetzung des nationalen Wassersystems einen Namen. 1940 wurde er Mitglied des nationalen Kommandos der Hagana, deren Finanzabteilung er leitete und Aktivitäten zur illegalen Waffenproduktion organisierte. Von 1942 bis 1944 war er Generalsekretär der von ihm mitgegründeten Arbeiterpartei des Landes Israel – Mapai.

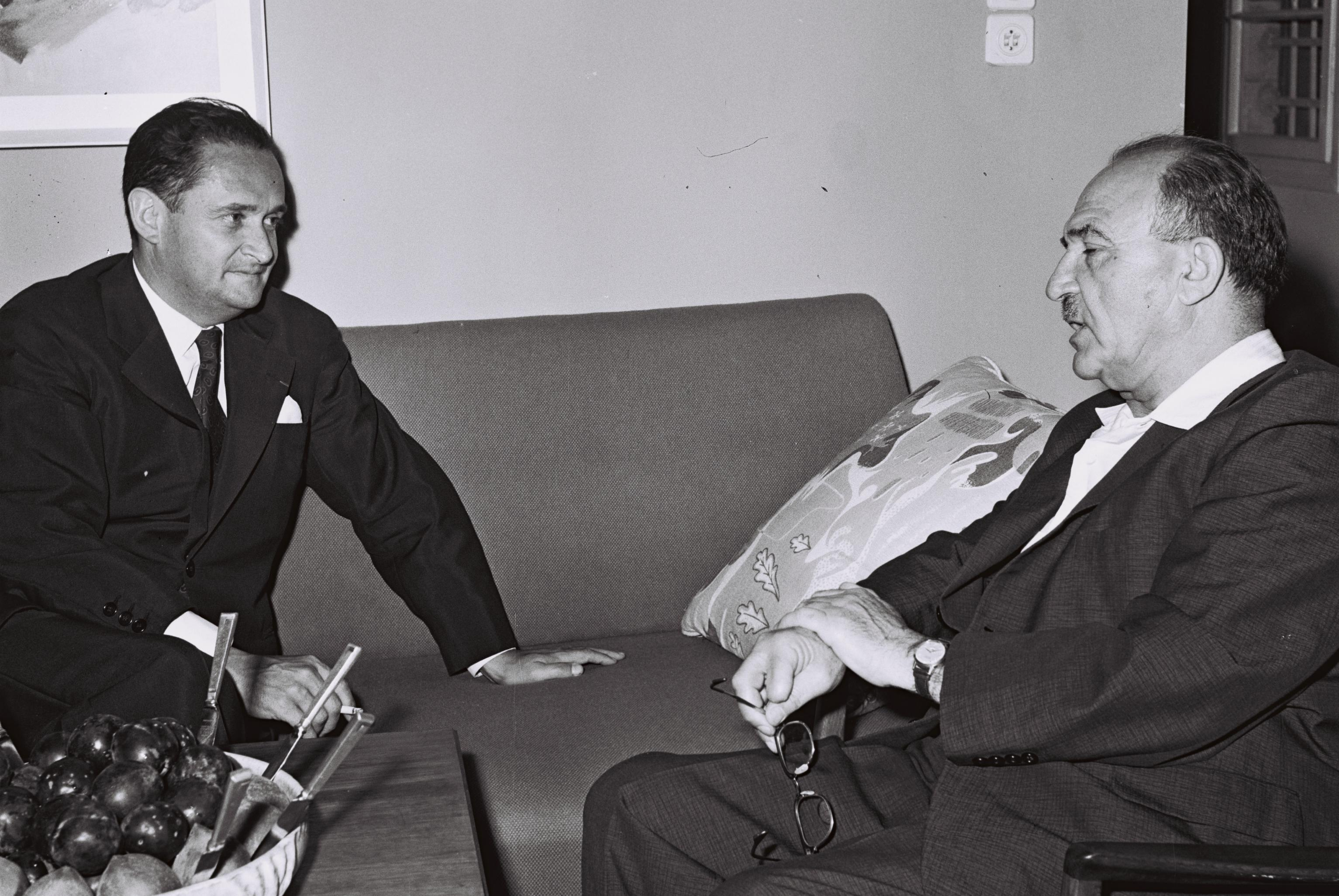
Eschkol (rechts) mit Maurice Bourgès-Maunoury, 1958

Von der Unabhängigkeit Israels 1948 bis 1963 leitete er die Siedlungsabteilung der Jewish Agency. Kritiker brachten ihn in den 1950er Jahren mit den Schwierigkeiten und Versäumnissen bei der Aufnahme von Einwanderern in Verbindung. Im Juli 1951 wurde Levi Eschkol erstmals als Mitglied der Mapai in die Knesset gewählt, der er bis zu seinem Tod angehörte. Im selben Jahr wurde er Landwirtschaftsminister, im Juni 1952 dann als Nachfolger des verstorbenen Elieser Kaplan Finanzminister in David Ben-Gurions dritter Regierung. Dieses Amt behielt er auch während Ben-Gurions vorübergehendem Rückzug von der Regierungsspitze (1954–55) in der Regierung Mosche Scharets.
1960 war er Mitglied des Kabinettausschusses, der den ehemaligen Verteidigungsminister Pinchas Lawon von der Verantwortung in der Lawon-Affäre um 1954 unter falscher Flagge verübte Anschläge des israelischen Militärgeheimdienstes Aman auf westliche Einrichtungen in Ägypten entlastete. Einige Monate später unterstützte er jedoch Lawons Entlassung als Generalsekretär der Histadrut und bemühte sich in den folgenden Jahren, die Krise mit dem Ministerpräsidenten David Ben-Gurion so einvernehmlich als möglich zu lösen.

### Amtszeit als Ministerpräsident

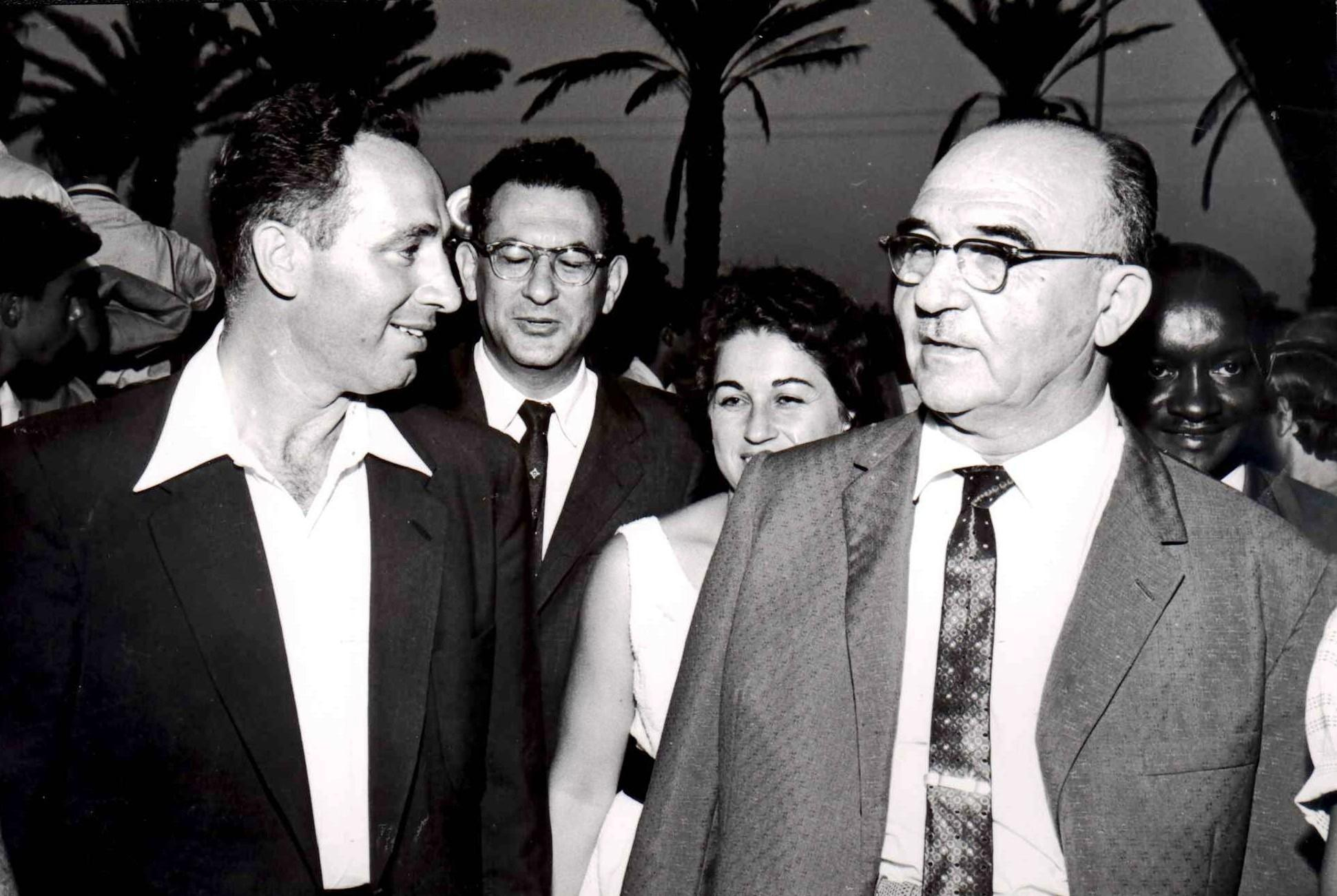
Ministerpräsident Eschkol mit Schimon Peres

Als Ben-Gurion schließlich im Juni 1963 als israelischer Ministerpräsident zurücktreten musste, wurde Eschkol zu seinem Nachfolger als Premier, Verteidigungsminister und Vorsitzenden der Mapai gewählt. Er weigerte sich, trotz Drucks vonseiten Ben-Gurions, die Lawon-Affäre weiterzuverfolgen. Auf Einladung von US-Präsident Lyndon B. Johnson besuchte Eschkol im Mai 1964 als erster israelischer Ministerpräsident die Vereinigten Staaten. Anschließend begannen die USA, Israel bedeutende Mengen Waffen zu verkaufen, bis zum Sechstagekrieg 1967 blieb allerdings Frankreich Israels bedeutendster Waffenlieferant. Unter Eschkols Führung nahm Israel im Mai 1965 offizielle diplomatische Beziehungen mit der Bundesrepublik Deutschland auf.
Anlässlich der Knessetwahl 1965 bildeten Mapai und die ebenfalls linkszionistische Achdut haAwoda – Poalei Tzion das Bündnis HaMaʿarach, das unter Führung Eschkols die Wahl gewann. Zu Beginn des Sechstagekrieges am 5. Juni 1967 lud er Ben-Gurions neue Partei Rafi und den rechten Gachal-Block (Menachem Begins Partei Cherut und Liberale) ein, sich Israels erster „Regierung der Nationalen Einheit“ anzuschließen. Er überließ Vertretern einer härteren Linie wie Begin und Mosche Dajan (als Verteidigungsminister) das Feld, obwohl er an dessen Stelle lieber Jigal Allon gesehen hätte.
Eschkol war gegen die 1967 ohne seine vorherige Zustimmung von Uzi Narkiss und Teddy Kollek befehligte Zerstörung des Mughrabi-Viertels in Jerusalem gewesen, da er darin vor allem einen Verlust an Wohnraum sah. Er selbst zog in Katamon (hebräisch: Gonen) in das frühere Haus Abd al-Ghani Kamlehs ein. Wiewohl säkularen Auffassungen verpflichtet, war seine Haltung nach dem Sechstagekrieg nicht frei von messianischer Erwartung, wenn es um die bauliche Inbesitznahme der Jerusalemer Altstadt ging, schrieb er doch am 24. Juni 1968 an Mordechaj Bentov:
„Sie sagen, es läuft uns ja nicht fort, denn Jerusalem gehöre uns ja für alle Zeiten. Tatsächlich ist es aber so, dass der Boden unter unseren Füßen brennt, und jedweder Verzug kann die Ankunft des Messias hinausschieben.“
Sein Verhandlungsemissär mit arabischen Politikern war ab Ende 1967 der in Damaskus geborene Diplomat Mosche Sasson. Als Berater für arabische Angelegenheiten beschäftigte er Shmuel Toledano. Nach dem Sechstagekrieg war er im Januar 1968 federführend bei der Gründung von Awoda, der israelischen Arbeitspartei, die aus der Fusion von Mapai, Achdut haAwoda und Rafi entstand. Eschkol war ihr Vorsitzender, bis zu seinem Tod im Februar 1969. Er starb in Folge eines Krebsleidens. Der stellvertretende Ministerpräsident Jigal Allon übernahm vorübergehend die Regierungsführung, bis die frühere Außenministerin Golda Meir zur Vorsitzenden der Arbeitspartei und neuen Ministerpräsidentin gewählt wurde.

## Privates
Eshkol hatte die Brüder Ben-Zion, Lippa und Emanuel. Sein Bruder Ben-Zion Shkolnik machte 1964 Alija, die Brüder Lippa und Emanuel blieben in der Sowjetunion. Emanuel Shkolnik kam im Zweiten Weltkrieg während seines Dienstes in der Roten Armee im Kampf ums Leben.
Eshkol heiratete dreimal und hatte vier Töchter:
Aus seiner ersten Ehe mit Rivka Maharshak (1892–1950) stammt die Tänzerin Noa Eshkol (1924–2007).
Aus seiner zweiten Ehe 1930 mit Elisheva Kaplan stammen die drei Töchter: Dvora Rafaeli (1930–2001), Tama Shochat und Ofra Nevo. Sheizaf Rafaeli und der Autor Eshkol Nevo sind seine Enkel.
1964 heiratete er die 35 Jahre jüngere Bibliothekarin der Knessetbibliothek Miriam.